# 牧野アンナ
牧野 アンナ（まきの アンナ、1971年12月4日 - ）は、日本の振付師。元歌手、元アイドル。東京都生まれの沖縄育ち。LOVEJUNX代表。父・正幸は安室奈美恵などを輩出した沖縄アクターズスクール創設者。兄・彰宏はAKB48グループのプロデューサーという音楽一家である。

## 略歴
沖縄にあるアメリカンスクールで学生時代を過ごす。
1983年、沖縄アクターズスクールに入学。1987年1月21日、東京都に移り渡辺プロダクションからアイドル歌手としてレコードデビュー（同期デビューには森高千里、酒井法子、BaBe、立花理佐、石田ひかりなどがいた）。デビューシングル『Love Song 探して』はファミリーコンピュータ用コンピュータRPG『ドラゴンクエストII 悪霊の神々』において使用された間奏曲である。また、牧野はゲーム内でも「ペルポイの町の歌姫・アンナ」として登場している（タイアップ企画「アンナを探せ」による）。
同年4月、2ndシングル『瞳は元気なブルースカイ』をリリースするがヒットせず、父マキノ正幸に相談し、沖縄アクターズスクールのインストラクターとなる。1992年、SUPER MONKEY'Sのリーダーとして再デビュー（当時20歳、最年長）。しかし、安室奈美恵のバックで終わるのを不本意に感じて年末頃に脱退し、沖縄アクターズスクールのチーフインストラクターとなる。
2002年、日本ダウン症協会のイベントをきっかけに沖縄アクターズスクールを退職し、10月にダウン症の子供たちにダンスを教えるスタジオ LOVEJUNX を開業。2008年ヴィジョンファクトリーにて、芸能活動を再開する。『瞳』のダンス指導、AKB48グループの振り付け。2010年10月1日、ダンスチーム「琉球の風なの？」のぱおと結婚。2012年6月26日、娘を出産。
2015年、コンプリート・シングルス『Love Song 探して』発売。
2018年4月、AKB48の劇場公演「ヤバイよ!ついて来れんのか?!」をプロデュースする。

## 家族・親族
父は、マキノ正幸。兄・彰宏はAKB48グループのプロデューサー。祖父はマキノ雅弘、祖母は轟夕起子。叔父はマキノ光雄。曽祖父は牧野省三。叔母はマキノ佐代子。長門裕之と津川雅彦は親族にあたる。

## ディスコグラフィ

### シングル
| #                       | 発売日                  | タイトル                | 面                      | 収録曲                  | 作詞                    | 作曲                    | 編曲                    | 規格                    | 規格品番                | オリコン 最高位         |
| アポロン音楽工業 / ALTY | アポロン音楽工業 / ALTY | アポロン音楽工業 / ALTY | アポロン音楽工業 / ALTY | アポロン音楽工業 / ALTY | アポロン音楽工業 / ALTY | アポロン音楽工業 / ALTY | アポロン音楽工業 / ALTY | アポロン音楽工業 / ALTY | アポロン音楽工業 / ALTY | アポロン音楽工業 / ALTY |
| ----------------------- | ----------------------- | ----------------------- | ----------------------- | ----------------------- | ----------------------- | ----------------------- | ----------------------- | ----------------------- | ----------------------- | ----------------------- |
| 1st                     | 1987年1月21日           | Love Song 探して        | A                       | Love Song 探して        | 三浦徳子                | すぎやまこういち        | 大村雅朗                | 7インチシングル         | AY07-57                 | 33位                    |
| 1st                     | 1987年1月21日           | Love Song 探して        | B                       | Heart                   | 三浦徳子                | すぎやまこういち        | 大村雅朗                | 7インチシングル         | AY07-57                 | 33位                    |
| 2nd                     | 1987年4月21日           | 瞳は元気なブルースカイ  | A                       | 瞳は元気なブルースカイ  | 三浦徳子                | 小田裕一郎              | 大村憲司                | 7インチシングル         | AY07-62                 | 43位                    |
| 2nd                     | 1987年4月21日           | 瞳は元気なブルースカイ  | B                       | 夏の日の After School   | 三浦徳子                | すぎやまこういち        | 大村憲司                | 7インチシングル         | AY07-62                 | 43位                    |

### アルバム

#### ベスト・アルバム
| #                             | 発売日                        | タイトル                                 | 規格                          | 規格品番                      |
| ソリッドレコード / Hotwaxtrax | ソリッドレコード / Hotwaxtrax | ソリッドレコード / Hotwaxtrax            | ソリッドレコード / Hotwaxtrax | ソリッドレコード / Hotwaxtrax |
| ----------------------------- | ----------------------------- | ---------------------------------------- | ----------------------------- | ----------------------------- |
| 1st                           | 2015年9月16日                 | Love Song 探して コンプリート シングルス | CD                            | CDSOL-1684                    |

## タイアップ一覧
| 使用年 | 曲名             | タイアップ                                           | 初出作品                     |
| ------ | ---------------- | ---------------------------------------------------- | ---------------------------- |
| 1987年 | Love Song 探して | ドラゴンクエストII 悪霊の神々★勇者ロトへのメッセージ | シングル「Love Song 探して」 |

## 出演番組
※スーパーモンキーズスペシャル及びSUPER MONKEY'S時代の活動については、SUPER MONKEY'S#歴史を参照

### テレビ
- ミュージックステーション （1987年、テレビ朝日）
- クイズドレミファドン （1987年、フジテレビ）
- 天才たけしの元気が出るテレビ（1991年、日本テレビ） - 「沖縄に空手美少女がいた」に出演

## 振付作品
知念里奈
- DO-DO FOR ME

AKB48
- チームA 5th Stage「恋愛禁止条例」
- 大声ダイヤモンド
- 10年桜
- 涙サプライズ!
- 言い訳Maybe
- RIVER
- 桜の栞
- ポニーテールとシュシュ
- ヘビーローテーション
- 僕だけのvalue
- 桜の木になろう
- これからWonderland
- フライングゲット
- 恋愛総選挙
- 上からマリコ
- GIVE ME FIVE!
- 次のSeason
- 永遠より続くように
- 私たちのReason
- さよならクロール
- 推定マーマレード
- 青空カフェ
- キスまでカウントダウン
- 鈴懸の木の道で「君の微笑みを夢に見る」と言ってしまったら僕たちの関係はどう変わってしまうのか、僕なりに何日か考えた上でのやや気恥ずかしい結論のようなもの
- 昨日よりもっと好き
- ラブラドール・レトリバー
- 今、Happy
- Green Flash
- 唇にBe My Baby
- ラベンダーフィールド
- LOVE TRIP
- Get you !
- バケット
- #好きなんだ
- サステナブル

SKE48
- チームS 2nd Stage「手をつなぎながら」
- チームS 3rd Stage「制服の芽」
- 強き者よ
- 青空片想い
- バンジー宣言
- ごめんね、SUMMER
- 1!2!3!4! ヨロシク!
- バンザイVenus
- パレオはエメラルド
- 片想いFinally
- 未来とは?
- 12月のカンガルー
- コケティッシュ渋滞中
- 前のめり
- ライフルガール

NGT48
- 話し相手は冷蔵庫

SDN48
- GAGAGA
- 誘惑のガーター

ナットウエンジェル
- ナットウエンジェル

=LOVE
- =LOVE

ふわふわ
- フワフワSugar Love
- 恋のレッスン
- 晴天HOLIDAY
- チアリーダー
- 恋花火

## プロデュース
- 牧野アンナ「ヤバイよ!ついて来れんのか?!」公演（2018年4月17日 - 、AKB48）

## イベント
- UNIDOL（ユニドル） - 審査員
- 第1回 高校ダンス部グランプリ決定戦 - 審査員

ほか多数。